# 蓝足短浆蟹
蓝足短桨蟹（学名：Thalamita coeruleipes）为梭子蟹科短桨蟹属的动物。分布于夏威夷、斐济群岛、密克罗尼西亚、澳大利亚、毛里求斯、马达加斯加以及中国大陆的西沙群岛等地，生活环境为海水，多栖息于潮间带的岩石堆下或珊瑚礁中。